# پائولو هئوش
پائولو هئوش (ایتالیایی: Paolo Heusch؛ ‏ ۲۶ فوریهٔ ۱۹۲۴ – ۱۶ اکتبر ۱۹۸۲) کارگردان فیلم و فیلم‌نامه‌نویس اهل ایتالیا بود.
از فیلم‌هایی که وی در آن‌ها نقش داشته‌است، می‌توان به زندگی خشن و بالی اشاره نمود.